# Acha Leke
Acha Leke, né en novembre 1972, est un consultant camerounais chez McKinsey, et un des cofondateurs de l'African Leadership Academy (en) (ALA), une école de Johannesbourg destinée à se substituer aux écoles occidentales, puis de l'African Leadership Network (en) (ALN), un réseau de décideurs africains.

## Biographie

### Jeunesse et études
Né le 30 novembre 1972 au Cameroun, son père, gynécologue et sa mère, immunologiste, famille anglophone du Cameroun s'envolent avec lui vers le Canada à la mi 1973. Acha Leke vit alors à Montréal ses 10 premières années De retour au Cameroun, il ne reste qu'à peine six ans avant de partir pour la Belgique puis les États-Unis. Il effectue ses études supérieures  aux États-Unis. Il est diplômé de Georgia Tech, et de l'université Stanford en 1999.

### Carrière
Destiné à travailler dans la Silicon Valley, il choisit finalement de vivre en Afrique, et de mettre ses acquis au service des entreprises africaines, en s'impliquant dans le développement social du continent. Il fait son retour en Afrique en mars 2001, au Nigeria pendant 6 mois. Il conseille une  banque locale en pleine restructuration. Il obtient alors d'être transféré au bureau de Johannesbourg, où avec deux collègues, il se met à parcourir le continent. Alors que le bureau travaille essentiellement pour des entreprises sud-africaines, lui prospecte au Nigeria, au Sénégal, au Kenya. Il est un des membres fondateurs de l'African Leadership Academy (ALA), un lycée qui veut former la future élite africaine, durant deux années, avant l'entrée dans les universités et les grandes écoles de la planète. Puis, deux ans plus tard, il crée l'African Leadership Network, un réseau de décideurs africains.
En 2010, il joue un rôle déterminant dans l'élaboration du rapport de Mc Kinsey Lions en mouvement, les progrès et potentiels des économies africaines,. Il devient également patron Afrique chez McKinsey. Il travaille en l'Afrique du Sud.

## Prix et Nominations
En 2008, il est désigné Young Global Leader par le World Economic Forum.